# 渡辺磊三
渡辺 磊三（わたなべ らいぞう、1841年（天保12年12月）- 1912年（明治45年）7月23日）は、明治時代の政治家。衆議院議員（2期）。

## 経歴
備中国川上郡出身。成羽藩の藩校で漢籍を学んだのち郷里の戸長および区長となる。その後、郡長を経て1890年（明治23年）岡山県会議員に当選した。
同年7月の第1回衆議院議員総選挙では岡山県第5区から出馬し当選。第2回総選挙でも当選し衆議院議員を通算2期務めた。